# Escut del Soleràs
L'escut oficial del Soleràs té el següent blasonament:
Escut carionat: d'atzur, una creu papal d'argent acostada de 2 sols d'or. Per timbre una corona mural de poble.

## Història
Va ser aprovat el 14 de setembre de 1995.
La creu papal és el senyal tradicional de l'escut del poble, i és l'atribut de sant Gregori, el patró de la localitat. Els dos sols a banda i banda són un element parlant, referent al nom de la població.